# Jonny Gray
Jonathan "Jonny" Gray (Rutherglen, 14 de marzo de 1994) es un jugador escocés de rugby que se desempeña como Segunda línea que juega para el club Glasgow Warriors de la Pro 12.

## Carrera
Gray comienza su carrera profesional el 15 de fewbrero de 2012 cuando entra de reemplazo en un partido que enfrentaba a Glasgow Warriors contra Newport Gwent Dragons en casa de estos últimos y que ganó el de Gray por 3-60.
En esta temporada Gray no volvió a ser de la partida.
En 2013 los Warriors le ofrecen un contrato profesional por los 3 siguientes años
Y Gray se convierte en un jugador referente dentro de la plantilla de los Warriors, tanto es así que en la temporada 2014/2015 consiguen su primer título de la Pro 12 frente a Munster Rugby por 13-31
En 2020 se proclama campeón de la Champions Cup 2019-20 con Exeter Chiefs ante Racing 92 por el resultado final de 31-27 ,en un partido que se disputó a puerta cerrada en el estadio de Ashton Gate de Bristol, debido a la pandemia sanitaria del Covid-19.

## Selección nacional
Hizo su debut con Escocia en el Torneo de las Seis Naciones 2014 en un partido que les enfrentaba contra Irlanda el 2 de febrero de 2014 en el Aviva Stadium de Dublín donde perdieron por el resultado de 28-6.
En 2015 es seleccionado para formar parte de la selección escocesa que participa en la Copa Mundial de Rugby de 2015. En el último partido de la fase de grupos, contra Samoa, hizo un placaje peligroso por el que le sancionaron con tres semanas de suspensión, por lo que se perdería el resto del campeonato salvo apelación.

### Participaciones en Copas del Mundo
| Mundial                       | Sede       | Resultado        | PJ | Tries |
| ----------------------------- | ---------- | ---------------- | -- | ----- |
| Copa Mundial de Rugby de 2015 | Inglaterra | Cuartos de final | 4  | 0     |
| Copa Mundial de Rugby de 2019 | Japón      | Primera fase     | 3  | 0     |

## Palmarés y distinciones notables
- Pro 12 Rugby: 2014-15 (Glasgow)
- Campeón de la Champions Cup 2019-20[7]